# Преколука
Преколука (серб. Преколука, Prekoluka; алб. Prekolluk) — село в общине Дечани в исторической области Метохия. С 2008 года находится под контролем частично признанной Республики Косово.

## Административная принадлежность
| Сербская позиция                                                                 | Албанская позиция                                            |
| -------------------------------------------------------------------------------- | ------------------------------------------------------------ |
| входит в общину Дечани Печского округа автономного края Косово и Метохия, Сербия | входит в общину Дечани Джяковицкого округа Республики Косово |

## Население
В 1485 году в селе было 8 сербских домов.
Согласно переписи населения 1981 года в селе проживал 291 человек: все албанцы.
Согласно переписи населения 2011 года в селе проживало 288 человек: 151 мужчина и 137 женщин; 287 албанцев и 1 лицо неизвестной национальности.
| Численность населения | Численность населения | Численность населения | Численность населения | Численность населения | Численность населения | Численность населения |
| 1948                  | 1953                  | 1961                  | 1971                  | 1981                  | 1991                  | 2011                  |
| --------------------- | --------------------- | --------------------- | --------------------- | --------------------- | --------------------- | --------------------- |
| 174                   | 196                   | 233                   | 247                   | 291                   | 313                   | 288                   |

## Достопримечательности
На территории села находится башня Бекира Халиля Хаджосая.